# Heidelberg (Mississippi)
Heidelberg è una città (town) degli Stati Uniti d'America di 798 abitanti, situata nella contea di Jasper, nello Stato del Mississippi.